# Horlachbach
Der Horlachbach, auch Hairlachbach genannt, ist ein rund 18,8 km langer, östlicher und rechter Zufluss der Ötztaler Ache im Tiroler Bezirk Imst.

## Verlauf
Der Horlachbach entspringt in den Stubaier Alpen im Gemeindegebiet von Umhausen aus dem Rest des Zwieselbachferners, der sich zwischen der Larstigspitze im Westen sowie dem Winnebacher Weißkogel und Gleirscher Fernerkogel im Osten befindet, und weiterer Wasserrinnen der umliegenden Berge.
Zunächst fließt der Horlachbach nach Nordnordwesten bis zur Schweinfurter Hütte und wendet sich dann beim Zwieselbacher Grieskogel nach Westen. An den Horlachalmen gibt es eine Wasserfassung, die durch einen Stollen Wasser zum Speicher Längental in Kühtai leitet. Die Wasserfassung wird unregelmäßig nach ergiebigen Regenfällen vom Geschiebe gereinigt, wodurch der Wasserabfluss schwallartig ansteigen kann. Der Bach verläuft weiter durch das Horlachtal, wo er mehrere kleine Zuflüsse von rechts und den Grastalbach von links erhält. Bis nach Niederthai durchfließt er das recht flache Hochtal mit dem Kühwald, um sich dann am Rand des Tauferberges als Stuibenfall 159 m in die Tiefe zu stürzen.
Nach dem Wasserfall und einem kurzen Bogen wendet sich der Horlachbach wieder nach Nordwesten, fließt durch Umhausen und mündet etwas nach Unterqueren der Ötztalstraße (B 186) beim Ortsteil Östen in den dort von Süden kommenden Inn-Zufluss Ötztaler Ache.

## Einzugsgebiet
Das Einzugsgebiet des Horlachbaches beträgt 71,6 km², davon sind (Stand 1988) 2,1 km² (3 %) vergletschert. Der höchste Punkt im Einzugsgebiet ist der Strahlkogel (3288 m ü. A.). Durch die Ausleitung in den Speicher Längental wird das wirksame Einzugsgebiet um 25,8 km² reduziert.
Der Horlachbach ist bei Sportfischern wegen seines Reichtums an Bachforellen, Bachsaiblingen und im unteren Lauf auch Regenbogenforellen beliebt.